# Contract J.A.C.K.
2003-ban megjelent a NOLF2 elődje, amely a NOLF1 történetei után játszódik. A játék neve Contract J.A.C.K. (Just Another Contract Killer), és Cate Archer helyett a játékos Jack szerepét veszi át, a H.A.R.M egyik bérgyilkosát.
A játék sokkal rövidebb, mint a NOLF1 és 2, és hiányoznak belőle a többi NOLF-játékban megtalálható eszközök és hírszerzési elemek. Továbbá hiányoznak az 1960-as évekből a momentumok (például a 60-as években nem volt Desert Eagle kézifegyver), valamint teljesen kimaradt belőle a lopakodás.
A Contract J.A.C.K. sokak szerint inkább egy különálló kiegészítő csomag, mint egy teljes játék.